# Isthmohyla debilis
Isthmohyla debilis är en groddjursart som först beskrevs av Taylor 1952.  Isthmohyla debilis ingår i släktet Isthmohyla och familjen lövgrodor. IUCN kategoriserar arten globalt som akut hotad. Inga underarter finns listade i Catalogue of Life.